# محكمة الحرب الامبراطورية

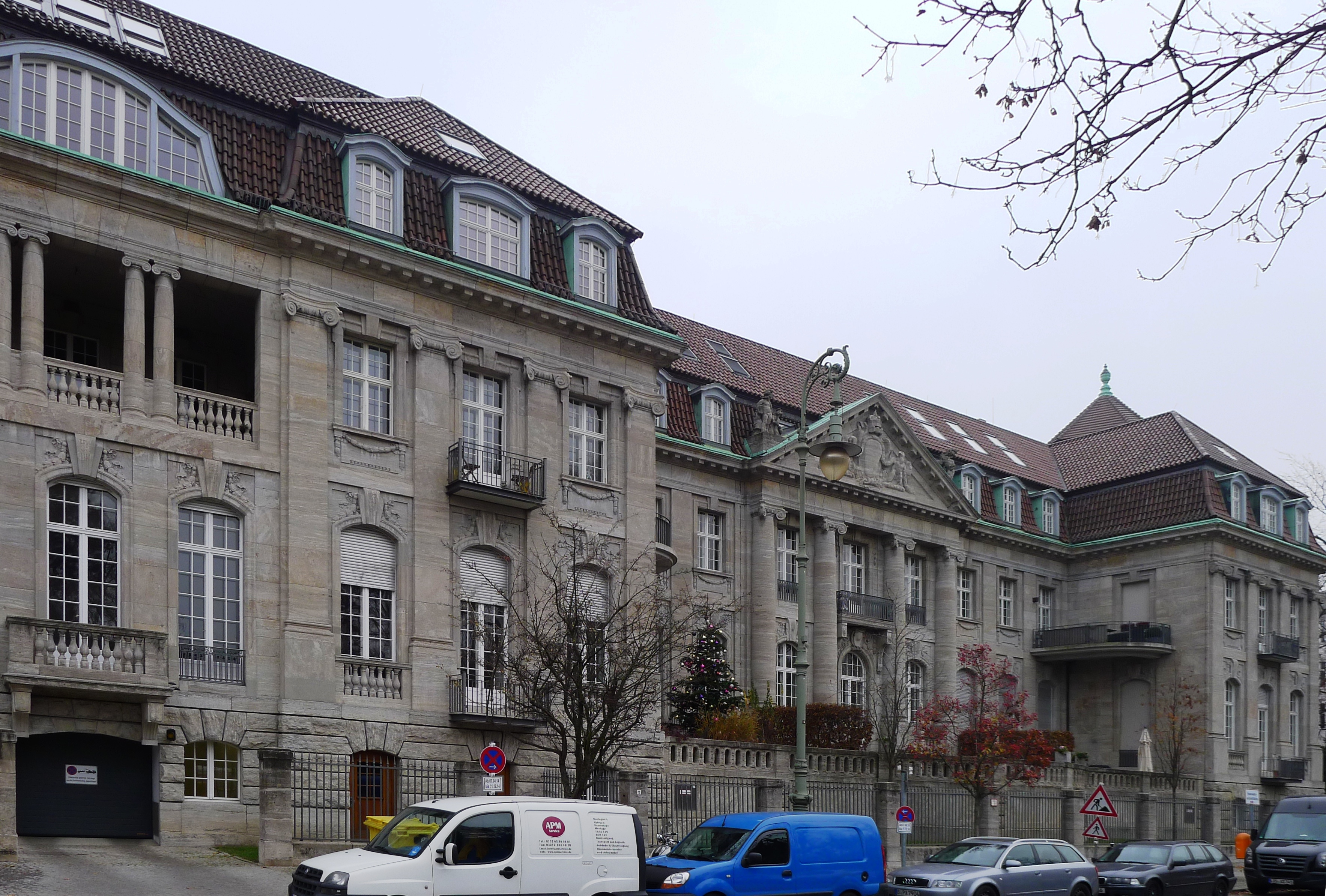
مبنى محكمة الحرب الامبراطورية السابق في Witzlebenplatz

Reichskriegsgericht (محكمة الحرب الامبراطورية) كانت أعلى محكمة عسكرية في ألمانيا النازية. 

## الأساسيات والمسؤوليات القانونية

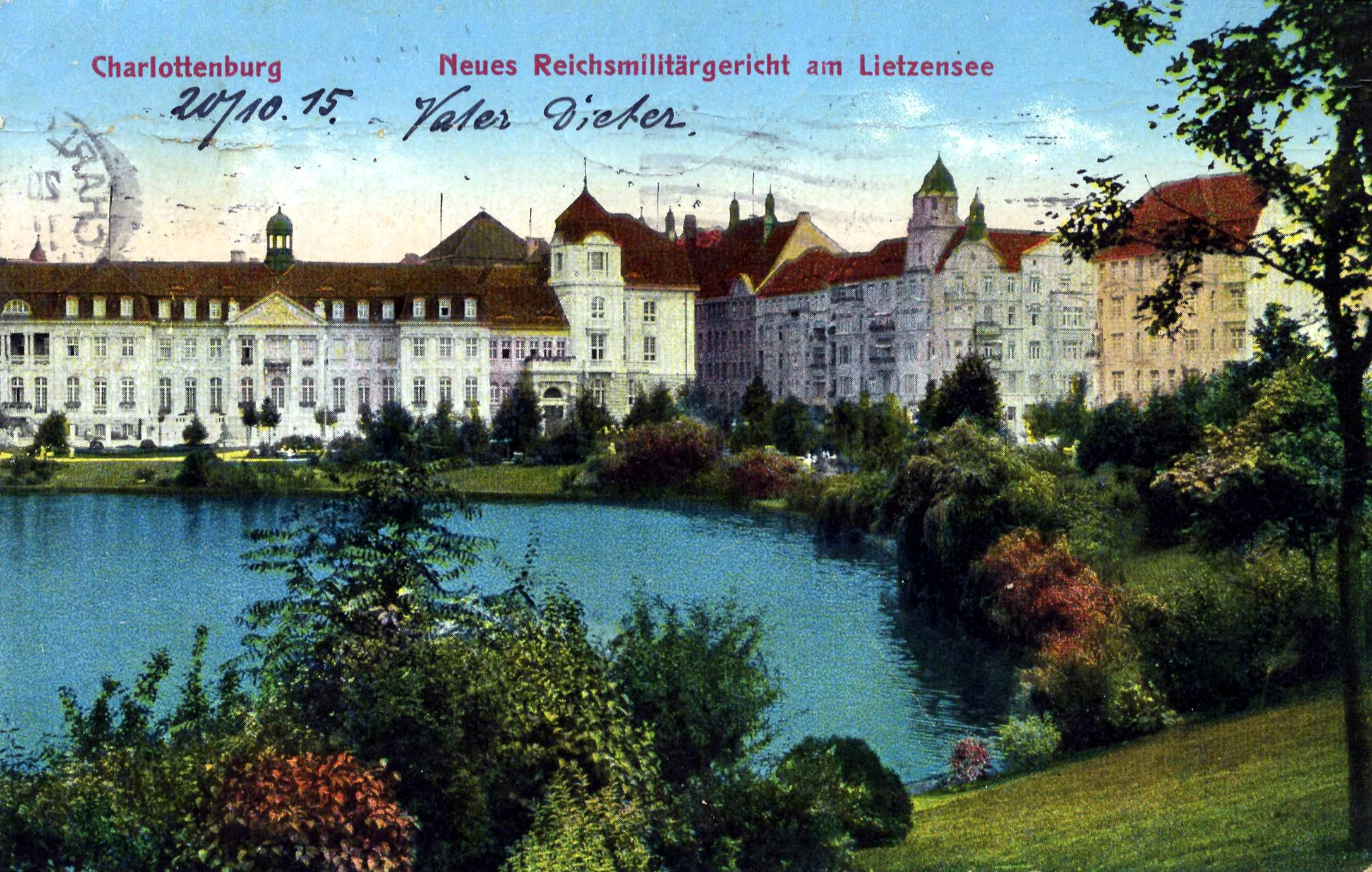
مبنى محكمة الحرب الامبراطورية الجديد (يسار)، بطاقة بريدية،

بعد التوحيد البروسي لألمانيا، أنشأت الإمبراطورية الألمانية اعتبارًا من 1 أكتوبر 1900 ولاية قضائية خاصة لمحكمة عسكرية (بالألمانية: Militärgerichtsbarkeit)‏ لمحاكمة جنود الجيش الألماني. تم تعيين القاضي الرئيس برتبة جنرال أو أميرال مباشرة من قبل الإمبراطور الألماني. من عام 1910، كان للمحكمة مقعدها في مبنى مرموق أقيم حديثًا في شارلوتنبورغ. خلال الحرب العالمية الأولى، مكّن القانون العسكري الألماني المحاكم العسكرية من محاكمة ليس فقط الجنود ولكن أيضًا المدنيين المحتجزين لانتهاكهم القانون العسكري. في جمهورية فايمار بعد الحرب (1919-1933)، تم إلغاء الولاية القضائية المنفصلة للأفراد العسكريين بموجب قانون 17 أغسطس 1920، بناءً على المادة 106 من دستور فايمار. 
بعد الاستيلاء النازي على السلطة في عام 1933، أعيدت المحاكم العسكرية إلى القانون بموجب قانون 12 مايو، اعتبارًا من 1 يناير 1934. خلال الالماني إعادة التسلح وانتشار قوات الفيرماخت المسلحة، وتمت إعادة تأسيس محكمة الحرب الامبراطورية باعتبارها المحكمة العليا في 1 أكتوبر 1936. وفقًا لقانون الإجراءات الجنائية في زمن الحرب (Kriegsstrafverfahrensordnung ، KStVO) الذي سنه هتلر وفيلهلم كيتيل في 17 أغسطس 1938، كان لدى RKG اختصاص قضائي على أعمال الخيانة العظمى والخيانة ومساعدة العدو (Kriegsverrat)؛ إذا لم يكن المدعى عليه مسؤولاً مباشرة أمام القضاء من قبل قائده العام. كما كانت المحكمة مسؤولة فقط عن جميع الإجراءات القانونية ضد كبار ضباط الفيرماخت. 

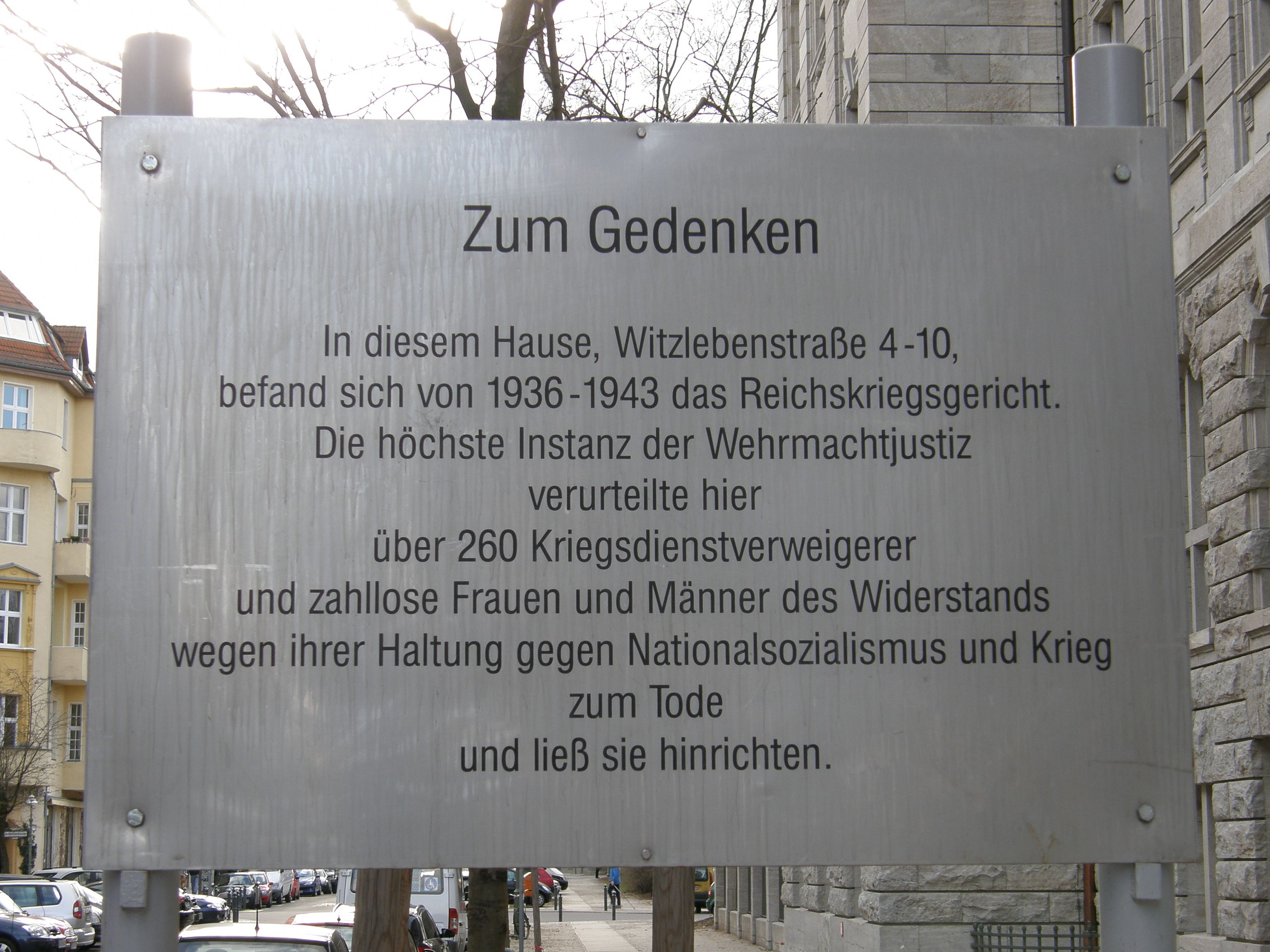
لوحة تذكارية لمعارضو الخدمة العسكرية وأعضاء المقاومة المحكوم عليهم في محكمة الحرب الامبراطورية

بالنسبة لجميع الحالات الشديدة من تقويض القدرات الدفاعية وفقًا لقانون العقوبات الخاص في زمن الحرب (Kriegssonderstrafrechtsverordnung ، KSSVO)، كان RKG هو المثال الأول والأخير. وبهذا الاتهام، حكمت المحكمة على العديد من معارضو الخدمة العسكرية بالإعدام. بموجب المرسوم المؤرخ 18 مايو 1940، تم تسليم الإجراءات ضد المدنيين إلى محاكم Sondergericht؛ من 29 يناير 1943، كانت «محكمة الشعب» (Volksgerichtshof) لها سلطة قضائية حصرية على جميع اتهامات الفيركرافتتيرسيتزونغ العامة والتهرب من الخدمة العسكرية عن قصد. 
تمكن لرئيس محكمة الحرب الامبراطورية من تأكيد أو إلغاء حكم؛ كما كان هتلر بصفته القائد العام للفيرماخت.

## المؤلفات
- نوربرت هاس: Das Reichskriegsgericht und der Widerstand gegen die nationalsozialistische Herrschaft، Berlin 1993، (ردمك 3-926082-04-6) (= Katalog der Sonderausstellung der Gedenkstätte Deutscher Widerstand)
- Günter Gribbohm: Das Reichskriegsgericht - Die Institution und ihre rechtliche Bewertung ، Berliner Wiss. - فيرلاغ، برلين 2004، (ردمك 3-8305-0585-X)